# Lewisville (Indiana)
Lewisville est une municipalité située dans le comté de Henry, dans l’État de l'Indiana, aux États-Unis. Lors du recensement de 2020, elle comptait 337 habitants.